# Реджеп Иведик 4
„Реджеп Иведик 4“ (на турски: Recep Ivedik 4) е от 2014 г. турска комедия, режисирана от Тоган Гьокбакар. В главната роля отново играе Шахан Гьокбакар.

## Сюжет
Внимание:  Текстът по-долу разкрива сюжета на произведението (или части от него)!
Реджеп Иведик (Шахан Гьокбакар) е треньор по футбол на децата в квартала. От детските си години е играл футбол на това място, но разбира, че имотът е продаден на предприемач и ще се строи жилищен блок на това място. Той знае, че за децата това игрище е много ценно и решава да откупи земята от собственика, но цената е висока, а той няма достатъчно пари. След неуспешните си опити да получи кредит от някоя банка, случайно попада на обява за кастинг за сървайвър с награден фонд 500 хиляди турски лири и решава да се включи. Едно приключение с много смях и предизвикателство, което заслужава да се види.

## Актьорски състав
| Актьор         | Роля          |
| -------------- | ------------- |
| Шахан Гокбакар | Реджеп Иведик |
| Баръш Булут    | -             |
| Мурат Ергюн    | -             |